# مايك روبنسون
مايك روبنسون (بالإنجليزية: Mike Robinson)‏ (2 مارس 1958 بفيلادلفيا في الولايات المتحدة - ) هو لاعب كرة قدم أمريكي في مركز الهجوم. لعب مع فيلادلفيا فيوري ‏.